# رولاند ريتش
رولاند ريتش (بالإنجليزية: Roland Rich)‏ هو دبلوماسي أسترالي، ولد في 2 مايو 1951.